# New Town (Dakota du Nord)
Pour les articles homonymes, voir New Town.
La ville américaine de New Town est située dans le comté de Mountrail, dans l’État du Dakota du Nord. Lors du recensement de 2010, sa population s’élevait à 1 925 habitants. Elle est située au sein de la réserve indienne de Fort Berthold.

## Histoire
New Town a été fondée en 1950. Le site a été choisi pour réinstaller les résidents de Sanish et Van Hook, localités inondées lors de la création du lac Sakakawea.

## Démographie
| 1960  | 1970  | 1980  | 1990  | 2000  | 2010  |
| ----- | ----- | ----- | ----- | ----- | ----- |
| 1 586 | 1 428 | 1 335 | 1 388 | 1 367 | 1 925 |

## Source
- (en) Cet article est partiellement ou en totalité issu de l’article de Wikipédia en anglais intitulé « New Town, North Dakota » (voir la liste des auteurs).